# Bertula erectilinea
Bertula erectilinea är en fjärilsart som beskrevs av Swinhoe 1902. Bertula erectilinea ingår i släktet Bertula och familjen nattflyn. Inga underarter finns listade i Catalogue of Life.